# 中島利郎
中島 利郎（なかじま としを、1947年 - 2025年5月25日）は、日本の中国・台湾文学研究者、岐阜聖徳学園大学名誉教授。

## 来歴
北海道小樽市生まれ。1978年関西大学大学院文学研究科博士後期課程単位取得満期退学、大阪経済大学助教授、1990年聖徳学園岐阜教育大学助教授、岐阜聖徳学園大学教授。はじめ清末小説を研究していたが、その後研究の中心を台湾文学に移し多くの業績をあげる。1970年代から1990年代にかけて咿啞之会を主宰し、中国近現代文学研究誌『咿啞』を1号(1973年12月)から28号(1995年12月)まで刊行。咿啞は幼児が言葉を発する時の音写。
2025年5月25日に死去。享年78。

## 著書
- 『晩清小説研叢』汲古書院 1997
- 『日本統治期台湾文学研究序説』緑蔭書房 2004
- 『日本人作家の系譜 日本統治期台湾文学研究』研文出版 2013
- 『台湾の児童文学と日本人―日本統治期台湾文学研究』研文出版 2017

### 共編
- 『魯迅・増田渉師弟答問集』伊藤漱平共編 汲古書院 1986
- 『台湾新文学と魯迅』編 東方書店 1997
- 『『台湾時報』総目録』編 緑蔭書房 1997
- 『周金波日本語作品集』黄英哲共編 緑蔭書房 1998
- 『『台湾警察協会雑誌』『台湾警察時報』総目録』林原文子共編 緑蔭書房 1998
- 『『日本統治期台湾文学日本人作家作品集』全5巻 河原功共編 緑蔭書房 1998‐99
- 『『台法月報』総目録』宋宜靜共編 緑蔭書房 1999
- 『『台湾民報・台湾新民報』総合目録』1‐2 編 緑蔭書房 2000
- 『日本統治期台湾文学研究文献目録』河原功、下村作次郎共編 緑蔭書房 2000
- 『鷲巣敦哉著作集』全5、別巻 吉原丈司共編 緑蔭書房 2000‐02
- 『臺灣教育 總目録・著者索引』宋子紜共編 南天書局 2001
- 『日本統治期台湾文学文芸評論集』全5巻 河原功,下村作次郎共編 緑蔭書房 2001
- 『台湾純文学集』全2巻　星名宏修共編 緑蔭書房 2002 日本統治期台湾文学集成
- 『台湾探偵小説集』編 緑蔭書房 2002 日本統治期台湾文学集成
- 『台湾短篇小説集』編 緑蔭書房 2002 日本統治期台湾文学集成
- 『台湾長篇小説集』全2巻 編 緑蔭書房 2002 日本統治期台湾文学集成
- 『台湾通俗文学集』全2巻 編 緑蔭書房 2002 日本統治期台湾文学集成
- 『台湾戯曲・脚本集』4－5 編 緑蔭書房 2003 日本統治期台湾文学集成
- 『台湾随筆集』2‐3 下村作次郎共編 緑蔭書房 2003 日本統治期台湾文学集成
- 『日本統治期台湾文学小事典』編著 緑蔭書房 2005
- 『「台湾新報・青年版」作品集』編 緑蔭書房 2007
- 『「台湾鉄道」作品集』1‐2 編 緑蔭書房 2007 日本統治期台湾文学集成
- 『周金波日本語作品集 第2集』莫素微共編 緑蔭書房 2013
- 『『台湾日日新報』近代文学関係作品目録 昭和編 (1926-1944)』横路啓子共編 緑蔭書房 2014

### 翻訳
- 葉石濤『台湾文学史』澤井律之共訳 研文出版 2000
- 彭瑞金『台湾新文学運動四〇年』澤井律之共訳 東方書店 2005